# Sara Dögg Ásgeirsdóttir
Sara Dögg Ásgeirsdóttir (* 6. Dezember 1976 in Island) ist eine isländische Schauspielerin.

## Leben
Sara Dögg Ásgeirsdóttir wurde auf der Familienfarm in der Gemeinde Skeiða- og Gnúpverjahreppur geboren und wuchs dort auf. Nach dem Besuch der Berufsoberschule (Fjölbrautaskóli) in Breiðholt mit der Fachrichtung Medien studierte sie zunächst Psychologie an der Háskóli Íslands. Nach ihrer ersten Filmrolle in Myrkrahöfðinginn 1999 studierte sie Schauspiel an der Kunstakademie Islands. Dort schloss sie 2005 ihr Studium ab. Anschließend war sie unter anderem als Schauspielerin am Stadttheater Reykjavík aktiv. Gleichzeitig arbeitete sie nebenberuflich als Flugbegleiterin für Flugfélag Íslands.
In der Miniserie Næturvaktin hatte sie 2007 erstmals eine wiederkehrende Rolle. 2007 bis 2012 war sie in der Fernsehserie Pressa zu sehen. Hierfür erhielt sie 2013 den Edda Award als beste Hauptdarstellerin.
Sara hat eine Tochter und einen Sohn.

## Filmografie
- 1999: Myrkrahöfðinginn
- 2004: Kaltes Licht (Kaldaljós)
- 2006: Kinder (Börn)
- 2007: Næturvaktin (Miniserie, 2 Folgen)
- 2007–2012: Pressa (Fernsehserie, 18 Folgen)
- 2010: The Court (Réttur, Fernsehserie, Folge 2x04)
- 2016: Borgarstjórinn (Fernsehserie, 4 Folgen)
- 2017: Geisterfjord (Ég man þig)
- 2017–2021: Stella Blómkvist (Fernsehserie, 8 Folgen)
- 2019: Pity the Lovers
- 2019: Weißer weißer Tag (Hvítur, hvítur dagur)
- 2021: Þorpið í bakgarðinum
- 2022: Vitjanir (Fernsehserie, 8 Folgen)
- 2022: Summerlight… and Then Comes the Night (Sumarljós og svo kemur nóttin)
- 2023: Kuldi
- 2024: True Detective (Fernsehserie, Folge 4x04)